# Liste der Gouverneure des Río de la Plata

Schenkungen in Südamerika unter Karl V. vor der Gründung des Vizekönigreichs Peru

Der Gouverneur des Río de la Plata (spanisch: Gobernador del Río de la Plata) regierte die spanische Kolonie, die später zu Paraguay, Argentinien und Uruguay werden sollte.
Zunächst hatte König Karl I. das Gebiet vom Atlantik bis zum Pazifik als Neu-Andalusien (spanisch: Nueva Andalucía) markiert; die erste Kolonialverwaltung für das Gebiet um den Río de la Plata wurde um 1540 in Asunción installiert.
Ab 1617 wurde die bis dahin einheitlich von Asunción aus verwaltete Río-de-la-Plata-Kolonie in zwei Gouvernements aufgeteilt. Das nördliche Gebiet am Río Paraguay behielt die Hauptstadt Asunción, das südliche Gebiet des Silberflusses erhielt als eigenen Verwaltungssitz Buenos Aires.
Um eine effizientere Kontrolle des Gebietes am linken Ufer des Río de la Plata und jener Teile der bis dahin zwischen Spanien und Portugal umstrittenen Banda Oriental (Grenzgebiet zu Brasilien) zu gewährleisten, die Spanien im Vertrag von Madrid (1750) zugesprochen worden waren, wurde 1751 ein drittes Gouvernement mit Verwaltungssitz in Montevideo geschaffen (Gobernación de Montevideo).
Seit der Gründung des Vizekönigreichs Peru 1542 unterstand das La-Plata-Gebiet formell dem Vizekönig in Lima, bis 1776 ein eigenes Vizekönigreich Río de la Plata errichtet wurde. Rechtsprechung und Beaufsichtigung der Regierung oblagen zunächst der Real Audiencia von Charcas, zwischen 1661 und 1671 und dann wieder ab 1783 der Real Audiencia von Buenos Aires.

## Gouverneure von Neu-Andalusien, Regentschaft vonKarl I.(bis 1541)
| Herrschaft | Name                                                                                              | Anmerkung |
| ---------- | ------------------------------------------------------------------------------------------------- | --- |
| 1534–1537  | Adelantado und damit Gouverneur, Generalkapitän und Oberster Richter Don Pedro de Mendoza y Luján | Ankunft am Silberfluss im Januar 1536; erste Gründung von Buenos Aires. Entsendet zwei Erkundungstrupps unter Juan de Ayolas und Juan de Salazar y Espinosa an den Paraguay. Verlässt nach deren Ausbleiben und zunehmender Entkräftung entmutigt das Land und stirbt von Syphilis gezeichnet auf der Rückreise nach Europa |
| 1537–1538  | Gouverneur Juan de Ayolas                                                                         | Leitet die erste Expedition zum Paraguay. Gründet das Fort La Candelaria nahe dem heutigen Corumbá. Begibt sich von dort in den Gran Chaco, wo er vermutlich von Indianern getötet wird. Gleichzeitig Gründung von Asunción in Paraguay durch Juan de Salazar y Espinosa, den Führer der zweiten Expedition. Ayolas wird von Mendoza bei dessen Abreise zum Gouverneur bestimmt |
| 1537–1541  | Gouverneurleutnant Francisco Ruíz Galán                                                           | Leitet die Kolonie von Buenos Aires nach der Abreise von Mendoza bis zur Aufgabe der Siedlung |
| 1539–1542  | Gouverneur Domingo Martínez de Irala                                                              | Stellvertreter Ayolas, bleibt als Kommandeur im Fort La Candelaria zurück, das er nach Ayolas Verschwinden aufgibt und nach Asunción übersiedelt. Leitet dort gemeinsam mit Salazar de Espinosa die Kolonie und ordnet 1541 die Räumung von Buenos Aires an. Von Álvar Núñez nach dessen Ankunft entmachtet |
| 1540–1544  | Adelantado Álvar Núñez Cabeza de Vaca                                                             | 1540 als Nachfolger von Pedro de Mendoza zum Adelantado ernannt und von Cádiz aufgebrochen. Landet mit 400 Mann auf der Katharineninsel; erreicht Asunción im März 1542 nach mehrmonatigem Fußmarsch durch den Urwald. Niederschlagung eines Aufstands der Guarani-Indianer (1542). Anschließend Bemühung um Besserstellung indianischer Zwangsarbeiter gegen Widerstände der Kolonisten. Wegen Konflikten mit den Siedlern gestürzt und nach zehnmonatiger Haft 1545 von Juan de Salazar y Espinosa als Gefangener nach Spanien verbracht |

## Gouverneure des Río de la Plata im Vizekönigreich Peru unter Karl I. (1542–1556)
| Herrschaft | Name                                     | Anmerkung |
| ---------- | ---------------------------------------- | --- |
| 1544–1556  | Gouverneur Domingo Martínez de Irala     | Nach dem Sturz Álvar Núñez Cabeza de Vacas von den Kolonisten in Asunción gewählt. Vom König nicht bestätigt und 1547 offiziell abgesetzt, bleibt aber im Amt. Führt 1547–1549 Expedition zum Potosí. Erhält 1552/53 nach dem angenommenen Scheitern der Sanabria-Expedition eine kgl. Ernennung. Herrscht 12 Jahre lang praktisch uneingeschränkt in der Kolonie, hartes Vorgehen gegen innere Gegner, geschickte Indianerpolitik durch Bündnisse mit lokalen Kaziken |
| 1547–1549  | Adelantado Juan de Sanabria              | Zum Adelantado ernannt als Nachfolger Álvar Núñez Cabeza de Vacas mit der Maßgabe, eine Expedition mit mindestens 6 Schiffen auszurüsten. Stirbt in Sevilla während der Reisevorbereitungen |
| 1547–1556  | Schatzmeister Juan de Salazar y Espinosa | Zum Tesorero ernannt als Begleiter und Verwalter Juan de Sanabrias. Bricht nach dessen Tod im April 1550 zusammen mit Sanabrias Witwe Mencía Calderón (genannt: la Adelantada) und der ersten Gruppe von 3 Schiffen nach Paraguay auf, beide kommen nach Schiffbrüchen und Beschwernissen erst Ende 1555 dort an |
| 1549–1552  | Adelantado Diego de Sanabria             | Zum Adelantado ernannt als 18-Jähriger auf Betreiben seiner Stiefmutter Mencía Calderón, übernimmt als Sohn und Erbe alle Rechte und Pflichten seines Vaters Juan de Sanabria. Diego bricht im Oktober 1552 aus Sevilla mit der zweiten Gruppe von 3 Schiffen auf, gelangt nach Irrfahrten versehentlich in die Karibik, gilt als dort verschollen |
| 1549–1550  | Gouverneur Alanís de Paz                 | Zum Interimsgouverneur ernannt nach dem Tod Juan de Sanabrias mit der Maßgabe, dem jungen Adelantado Diego de Sanabria mit 3 Schiffen vorauszufahren und dessen Ankunft vorzubereiten. Reise kommt nicht zustande; Alanís de Paz wird nach Unstimmigkeiten als Kommandant der Schiffe durch Schatzmeister Juan de Salazar y Espinosa (1547–1556 „Tesorero del Río de la Plata“) ersetzt.                                                                               |

## Gouverneure unter der Regentschaft vonPhilipp II.(1556–1598)
| Herrschaft | Name                                               | Anmerkung |
| ---------- | -------------------------------------------------- | --- |
| 1556–1558  | Gouverneur Gonzalo de Mendoza                      | Jüngerer Bruder von Pedro de Mendoza, in der Gründungszeit von Asunción Assistent und Anhänger Salazars. Wird nach Iralas Tod dessen Nachfolger. In seiner Amtszeit erfolgt 1557 die Gründung von Ciudad Real de Guayrá durch Ruy Díaz de Malgarejo. |
| 1558–1564  | Gouverneur Francisco Ortiz de Vergara              | Von den Kolonisten gewählt; eng mit Ñuflo de Chávez verbunden, mit dem er 1559/60 einen großen Mestizen- und Indioaufstand niederschlägt. Zahlreiche Versuche von Stadtgründungen scheitern. Verlässt die Kolonie 1564 zusammen mit einem Teil der Siedler auf der Suche nach Reichtümern am Amazonas, wo Chávez Gold gefunden haben will. Wird daraufhin zur Real Audiencia von Charcas zitiert, dort abgesetzt, verhaftet und 1565 nach Spanien verbracht. Kehrt 1572 mit Juan Ortiz de Zárate zurück und gründet zusammen mit diesem und Juan Garay in der Banda Oriental 1574 die Stadt Zaratina, wo er im Dezember des gleichen Jahres stirbt. |
| 1564       | Gouverneurleutnant Juan de Ortega                  | Von Vergara für die Zeit seiner Abwesenheit benannter Stellvertreter. Verliert sein Amt mit Vergaras Absetzung. |
| 1564–1569  | Interims-Gouverneur Juan Ortiz de Zárate           | Übernimmt das Amt von Ortega und wird 1567 vom Präsidenten der Audiencia von Lima als Interims-Gouverneur von La Plata unter dem Vorbehalt einer kgl. Ernennung bestätigt. Reist im Dezember 1568 nach Spanien ab, um den König zu treffen. Von Philipp II. zum Adelantado mit Nachfolgerecht ernannt, kehrt er 1572 in die Kolonie zurück. |
| 1569–1572  | Gouverneurleutnant Felipe de Cáceres               | Von Ortiz de Zárate ernannt. Wird auf Betreiben des Bischofs Pedro Fernández de la Torre und dessen Anhängern in der Bürgerschaft abgesetzt. Verhaftet und nach Spanien verbracht. |
| 1572–1574  | Interims-Gouverneur Martín Suárez de Toledo        | Verwaltet die Kolonie nach der Absetzung von Cáceres in Abwesenheit des Adelantado mit Juan de Garay als Polizeichef. Beauftragt Garay 1573 mit der Gründung von Santa Fe (Argentinien). Muss flüchten, als Diego de Ortiz 1574 in Asunción die Macht übernimmt, der das Vorgehen gegen Felipe de Cáceres nicht gutheißt. |
| 1572–1576  | Adelantado Gouverneur Juan Ortiz de Zárate         | Kehrt 1572 an den Silberfluss zurück, führt zwei Jahre lang Krieg gegen die Indianer in der Banda Oriental. Kommt 1575 nach Asunción zurück, wo er seinen Neffen Diego als Interims-Gouverneur bestätigt und dessen geflohenen Vorgänger Martín Suárez de Toledo nachträglich absetzt. Gründung von Tucumán. Bestätigt Juan Garay als Vizegouverneur von Santa Fe. |
| 1576–1577  | Gouverneurleutnant Diego Ortiz de Zárate           | Neffe von Juan Ortiz de Zárate. Löst Martín Suárez de Toledo ab, wird im Januar 1576 von seinem Onkel bestätigt und zum Generalkapitän ernannt. Gerät auf einer Inspektionsreise in Konflikt mit der Bürgerschaft von Santa Fe, die ihn zum Rücktritt von seinen Ämtern zwingt und 1577 nach Spanien verbannt. Die faktische Herrschaft in Asunción üben seine Tochter und sein Stellvertreter Luis de Osorio aus. |
| 1577       | Gouverneurleutnant Luis de Osorio                  | Von März bis Dezember 1577 als Stellvertreter und Nachfolger von Diego Ortiz de Zárate im Amt. |
| 1578–1583  | Gouverneurleutnant Juan de Garay                   | Neffe von Juan Ortiz de Zárate, in dessen Auftrag seit 1568 als Polizeichef (alguacil mayor) der Rio-de-la-Plata-Kolonie in Asunción und als Stadtgründer Führer der Kolonie von Santa Fe. Wichtigstes Ereignis seiner Amtszeit als Gouverneur von La Plata ist die Neugründung von Buenos Aires 1580 unter Garays Führung. |
| 1583–1587  | Gouverneur Alonso de Vera y Aragón                 | General und faktisch bis 1592 Gouverneur von Asunción im Namen seines Onkels, des Adelantado Juan Torres de Vera. Hatte den Spitznamen „Hundegesicht“ (cara de perro). |
| 1587–1592  | Adelantado Gouverneur Juan Torres de Vera y Aragón | Oidor (Richter) an der Real Audiencia, verheiratet mit Juana Ortiz de Zárate, einer Tochter von Juan Ortiz de Zárate. Letzter vom König ernannter Adelantado. 1588 Stadtgründer von Corrientes |

## Gouverneure des Río de la Plata und von Paraguay unter Philipp II. (1592–1596)
| Herrschaft | Name                                                   | Anmerkung |
| ---------- | ------------------------------------------------------ | --------- |
| 1592–1594  | Gouverneur Hernando Arias de Saavedra („Hernandarias“) |           |
| 1594–1595  | Gouverneur Fernando de Zárate                          |           |

## Gouverneure des Río de la Plata und von Paraguay unter der Regentschaft vonPhilipp III.(1596–1617)
| Herrschaft | Name                                    | Anmerkung                                                                            |
| ---------- | --------------------------------------- | ------------------------------------------------------------------------------------ |
| 1596–1597  | Juan Ramírez de Velasco                 |                                                                                      |
| 1597–1599  | Hernando Arias de Saavedra              | Zweite Amtszeit                                                                      |
| 1599–1600  | Diego Rodríguez de Valdés y de la Banda |                                                                                      |
| 1600–1602  | Francés de Beaumont                     | Formal 1601 ernannt                                                                  |
| 1602–1609  | Hernando Arias de Saavedra              | Dritte Amtszeit, Errichtung von Jesuitenreduktionen. Begrenzung des Sklavenhandels   |
| 1609–1613  | Diego Martín de Negrón                  |                                                                                      |
| 1613–1615  | Mateo Leal de Ayala                     |                                                                                      |
| 1615–1617  | Hernando Arias de Saavedra              | Vierte Amtszeit, Guayrá (Paraguay) 1617 als eigenständiges Gouvernement eingerichtet |

## Gouverneure des Río de la Plata unter Philipp III. (1617–1621)
| Herrschaft | Name                       | Anmerkung                                 |
| ---------- | -------------------------- | ----------------------------------------- |
| 1617–1618  | Hernando Arias de Saavedra | Vierte Amtszeit (Forts.)                  |
| 1618–1623  | Diego de Góngora           | Nach dem Tode wegen Korruption verurteilt |

## Gouverneure des Río de la Plata unterPhilipp IV.(1621–1665)
| Herrschaft | Name                          | Anmerkung                                                                                  |
| ---------- | ----------------------------- | ------------------------------------------------------------------------------------------ |
| 1623–1624  | Alonso Pérez de Salazar       |                                                                                            |
| 1624–1631  | Francisco de Céspedes         |                                                                                            |
| 1631–1637  | Pedro Esteban Dávila          |                                                                                            |
| 1637–1640  | Mendo de la Cueva y Benavidez |                                                                                            |
| 1640–1641  | Ventura Mojica (auch: Mujica) |                                                                                            |
| 1641       | Andrés de Sandoval            |                                                                                            |
| 1641–1645  | Jerónimo Luis de Cabrera      |                                                                                            |
| 1645–1653  | Jacinto Lariz                 | Verhaftet                                                                                  |
| 1653–1660  | Pedro Baigorrí Ruiz           |                                                                                            |
| 1660–1663  | Alonso Mercado y Villacorta   |                                                                                            |
| 1663–1674  | Juan Martínez de Salazar      | Real Audiencia von Buenos Aires zwischenzeitlich unabhängig von der Verwaltung in Charcas. |

## Gouverneure des Río de la Plata unterKarl II.(1665–1700)

Die Audiencias im Vizekönigreich Peru um 1680 (Audiencia von Charcas)

| Herrschaft | Name                        | Anmerkung |
| ---------- | --------------------------- | --------- |
| 1674–1678  | Andrés de Robles            |           |
| 1678–1682  | José de Garro               |           |
| 1682–1691  | José de Herrera y Sotomayor |           |
| 1691–1698  | Agustín de Robles           |           |
| 1698–1704  | Manuel de Prado y Maldonado |           |

## Gouverneure des Río de la Plata unterPhilipp V.(1700–1746)
| Herrschaft | Name                           | Anmerkung                                                |
| ---------- | ------------------------------ | -------------------------------------------------------- |
| 1704–1708  | Alonso Juan de Valdés e Inclán |                                                          |
| 1708–1712  | Manuel de Velasco y Tejada     | Erkaufte das Amt für 3000 Pesos; verhaftet               |
| 1712       | Juan José de Muliloa           |                                                          |
| 1712–1714  | Alonso de Arce y Soria         | Erkaufte das Amt für 18.000 Pesos und stirbt bald darauf |
| 1714–1715  | José Bermúdez de Castro        |                                                          |
| 1715–1717  | Baltasar García Ros            |                                                          |
| 1717–1734  | Bruno Mauricio de Zabala       |                                                          |
| 1734–1742  | Miguel de Salcedo y Sierraalta |                                                          |
| 1742–1745  | Domingo Ortiz de Rozas         |                                                          |
| 1745–1756  | José de Andonaegui             |                                                          |

## Gouverneure des Río de la Plata unterFerdinand VI.(1746–1759)
| Herrschaft | Name                                                   | Anmerkung |
| ---------- | ------------------------------------------------------ | --------- |
| 1756–1766  | Pedro Antonio de Cevallos (auch: Ceballos) (1756–1766) |           |

## Gouverneure des Río de la Plata unterKarl III.(1759–1776)
| Herrschaft | Name                                 | Anmerkung                                            |
| ---------- | ------------------------------------ | ---------------------------------------------------- |
| 1766–1770  | Francisco de Paula Bucarelli y Ursúa | Falkland-Inseln von den Engländern erobert           |
| 1770–1776  | Juan José de Vértiz y Salcedo        | 1776: Errichtung des Vizekönigreichs Río de la Plata |